# 캐시 베이츠
캐슬린 도일 "캐시" 베이츠(영어: Kathleen Doyle "Kathy" Bates, 1948년 6월 28일 ~ )는 미국의 배우, 영화 감독이다.

## 작품 목록

### 영화 출연
- 탈의 (1971)
- 출옥자 (1978)
- 환상의 듀엣 (1983)
- 살의의 아침 (1986)
- 딕 트레이시 (1990)
- 하얀 궁전 (1990)
- 미저리 (1990)
- 그림자와 안개 (1992)
- 엣 플레이 인 더 필즈 오브 더 로드 (1991)
- 프라이드 그린 토마토 (1991)
- 키스의 전주곡 (1992)
- 러브 어게인 (1992)
- 노스 (1994)
- 꿈이 지나간 자리 (1994)
- 돌로레스 클레이븐 (1994)
- 앵거스 (1995)
- 디아볼릭 (1996)
- 타이타닉 (1997) - 마거릿 브라운 역
- 프라이머리 컬러스 (1998)
- 워터보이 (1998)
- 시빌 액션 (1998)
- 노 브레인 레이스 (2001)
- 파이브 건스 (2001)
- 드래곤플라이 (2002)
- 어바웃 슈미트 (2002)
- 조건 없는 사랑 (2002, Unconditional Love)
- 80일간의 세계 일주 (2004)
- 리틀 블랙 북 (2004)
- 산 루이스 레이의 다리 (2004)
- 그녀가 모르는 그녀에 관한 소문 (2005)
- 달콤한 백수와 사랑 만들기 (2006)
- Relative Strangers (2006)
- 뷰티풀 프렌즈 (2006)
- 샬롯의 거미줄 (2006) - 목소리 출연
- 꿀벌 대소동 (2007) - 목소리
- 산타는 괴로워 (2007)
- 황금나침반 (2007)
- P.S 아이 러브 유 (2007)
- 지구가 멈추는 날 (2008)
- 레볼루셔너리 로드 (2008)
- 퍼스널 이펙츠 (2008)
- 셰리 (2009)
- 블라인드 사이드 (2009)
- 발렌타인 데이 (2010) - 수잔 몰라레즈 역
- 미드나잇 인 파리 (2011) - 거트루드 스타인 역
- 리틀 빗 오브 헤븐 (2011)
- 타미 (2014)
- 추억의 마니 (2014) - 영어 더빙
- 더 보스 (2016)
- 나쁜 산타 2 (2016)
- 존 F. 도노반의 죽음과 삶 (2018)
- 세상을 바꾼 변호인 (2018)
- 하이웨이맨 (2019)
- 리차드 쥬얼 (2019) - 바비 주얼 역
- Home (2020)
- 안녕하세요, 하느님? 저 마거릿이에요 (2023)

### 영화 연출
- Dash and Lilly (1999) - 텔레비전 영화
- Ambulance Girl (2005) - 텔레비전 영화
- Have Mercy (2006)

## 수상 경력
- 1990년 유타비평가협회상 여우주연상
- 1990년 제3회 시카고비평가협회상 여우주연상
- 1991년 제48회 골든글로브시상식 드라마부문 여우주연상
- 1991년 제63회 아카데미시상식 여우주연상
- 1996년 제1회 새틀라이트시상식 TV영화/미니시리즈부문 여우조연상
- 1997년 제54회 골든글로브시상식 TV부문 여우조연상
- 1997년 제3회 미국배우조합상 TV영화/미니시리즈부문 여자연기상
- 1997년 아메리칸코미디어워즈 TV스페셜네트워크/시니케이션부문 재미있는 여자배우상
- 1998년 블록버스터엔터테이너어워즈 가장좋아하는 여자조연배우상
- 1998년 라스베가스비평가협회상 여우조연상
- 1998년 제11회 시카고비평가협회상 여우조연상
- 1998년 온라인영화&텔레비전협회상 영화부문 여우조연상
- 1999년 샌디에고비평가협회상 여우조연상
- 1999년 제4회 크리틱스초이스 여우조연상
- 1999년 제5회 미국배우조합상 영화부문 여우조연상
- 1999년 아메리칸코미디어워즈 가장재미있는 여자조연배우상
- 2000년 블록버스터엔터테이너어워즈 가장좋아하는 여자조연배우상
- 2000년 아메리칸코미디어워즈 TV스페셜네트워크/시니케이션부문 재미있는 여자배우상
- 2000년 온라인영화&텔레비전협회상 TV미니시리즈부문 여우조연상
- 2002년 제1회 워싱턴비평가협회상 여우조연상
- 2002년 달라스-포트워스 비평가협회상 여우조연상
- 2003년 제74회 미국비평가협회상 여우조연상
- 2006년 지포니필름페스티벌 프란코이스 트루프안트상
- 2007년 제12회 새틀라이트시상식 메리 픽포드상
- 2012년 제64회 에미상 코미디부문 여우게스트상
- 2014년 제66회 에미상 TV영화/미니시리즈부문 여우조연상
- 2014년 온라인영화&텔레비전협회상 TV미니시리즈부문 여우조연상